# Ajedrez renacentista
El ajedrez renacentista, también llamado ajedrez del renacimiento, y conocido en inglés como Renniassance Chess o Rennchess, es una variante de ajedrez creada el 1 de abril de 1980 por Eric V. Greenwood. Está inspirado en el Ajedrez Tamerlan, también llamado Timur.

## Reglas
Este ajedrez se juega en un tablero de 12X10 casillas y un conjunto de 34 piezas para cada jugador. En una configuración como la que se ve en la imagen de la derecha:

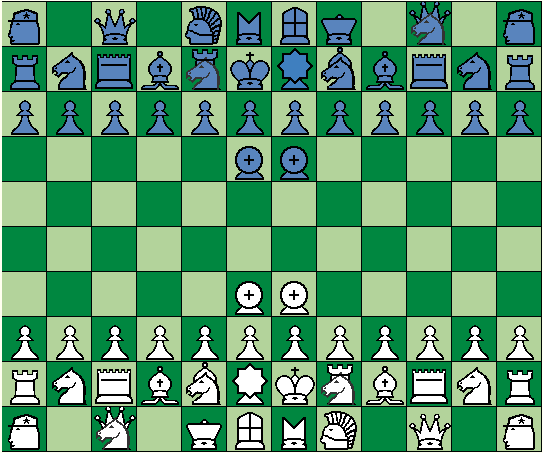
Configuración inicial de las piezas en el ajedrez renacentista.

Dispone de las siguientes piezas tradicionales y otras piezas mágicas:
- Rey: igual al rey ortodoxo.
- Reina: igual a la reina ortodoxa.
- Torre: igual a la torre ortodoxa.
- Alfil: igual al alfil ortodoxo.
- Caballo: mueve igual que el caballo ortodoxo.
- Peón: igual al peón ortodoxo. Pero, si un peón alcanza el último rango, puede ascender a zorro (ver más abajo) solamente. No hay límite en la cantidad de zorros que un jugador puede obtener a través de la promoción.
- Zorro: mueve un cuadro vertical u horizontalmente. Si un zorro alcanza el último rango, tiene la opción de promover la guardia (ver más abajo). No hay límite en el número de guardias que un jugador puede obtener a través de la promoción de Zorros.
- Guardia: mueve una casilla en cualquier dirección. A diferencia del rey, sin embargo, el guardia no está limitado por las amenazas de las piezas del oponente.
- Paje: combina los movimientos del guardia y el caballo.
- Ardilla: mueve uno o dos cuadros en cualquier dirección. Puede saltar piezas.
- Castillo: mueve como un caballo, o exactamente dos cuadros en una dirección. Puede saltar piezas.
- General: mueve dos cuadros en línea recta o uno diagonalmente siempre a través de las esquinas de su cuadro. El General puede saltar sobre otras piezas. El general no puede cambiar de color en sus movimientos.
- Archialfil: mueve como álfil o como caballo.
- Noble: mueve como torre o como caballo.
- Príncipe: mueve como reina o caballo.
- Duque: mueve una casilla en línea recta y luego cualquier número en diagonal o cualquier número en diagonal y una en línea recta. No puede saltar piezas o moverse a casillas adyacentes.
- Caballero: mueve un cuadrado en diagonal y cualquier número en línea recta; o cualquier número en línea recta y una en diagonal. Tampoco puede saltar o moverse a una casilla adyacente.

## Reglas adicionales
- No hay enroque.
- No se permite el paso. (Si un peón mueve dos casillas (solo se permite en su primer movimiento): puede ser capturado por un peón oponente que ataca la casilla que el peón "saltó". El peón atacante se mueve hacia la casilla "saltada" y el peón de dos movimientos. Se captura como si solo hubiera movido una casilla. Esto se permite solamente en el turno directamente después de que se realice el doble movimiento.)
- El objetivo del juego es jaque mate al rey del oponente; otras reglas son como en el ajedrez ortodoxo.

## Variantes del ajedrez renacentista
Hay una serie de variantes del ajedrez renacentista.
- En un tablero de 12 por 10: el juego original.
- En un tablero de 12 por 12: todas las piezas una fila más atrás. da tiempo para configurar antes de tener que responder a las amenazas. El tablero de 12 por 12 para este juego fue una idea de LeLand Lankford.
- En un tablero de 12 por 12 con la configuración del tablero de 12 por 10 (es decir, las últimas filas en cada lado del tablero están vacías): un híbrido interesante que permite un fácil despliegue de flanco a flanco detrás de las líneas.
- En un tablero de 12 por 14: experimentalmente sin probar. Configurado como 12x12; mucho espacio de redistribución. Posiblemente demasiado espacio. Los valores de piezas pueden cambiar a medida que la partida se expande (y se contrae).
- Timur's Pawns- (no incluido como "oficial", debido a posibles problemas de construcción del conjunto, pero muy recomendado)
- Todos los peones se promocionan de manera diferente, como en el ajedrez de Timur: (tercer rango de las blancas, de izquierda a derecha: peón de los peones, peón de duque, peón del príncipe, peón de noble, peón del castillo, peón del guardia, peón del paje, peón de torre, peón del archiálfil, peón de la reina,el peón de caballero, peón de rey. Los peones de negro están configurados de la misma manera, de modo que su peón de rey se opone al peón de peones, el peón de cCaballero está frente al peón de duque, y así sucesivamente.
- Todos los peones se promocionan en la fila de piezas del oponente o más allá (aclaración: la fila de su rey, guardia, torre, etc., comienza en, o en cualquier fila más alejada del jugador promotor)
- Cuando se promueve, el peón del rey se convierte en un segundo monarca (el primer ministro); ambos reyes ahora deben ser jaqueados en mate antes de que ocurra una victoria. El nuevo rey puede entrar en control si así lo desea; juega como guardia hasta que cae el primer rey. Cuando el rey original se pone en jaque mate, permanece en el tablero hasta el próximo movimiento del jugador lo empareja; luego es recogido por el jugador de emparejamiento, y luego se mueve normalmente. El retraso en la eliminación representa la transferencia de poder al otro rey, y permite que el nuevo rey se salga de control si está en él.
- El peón de los peones es similar al de Timur, pero con estas diferencias:
  - a) al llegar a la zona de promoción, el peón se vuelve inmune a la captura
  - b) cada vez que el oponente tiene una pieza que está atrapada, o 2 piezas en una posición de Tenedor (como captura de peones), o puede dar un jaque al rey enemigo, o puede colocarse de modo que se mueva al cuadrado de la esquina de un oponente en el próximo movimiento , o para capturar en la esquina de los oponentes, el peón de peones se puede colocar para hacer eso.
- Si el peón de peones alcanza de nuevo la zona de promoción (debe moverse como un peón al menos una vez), se coloca en cualquier lugar de la fila de peones original. Obtiene la habilidad de dar un doble paso en cualquier punto de su movimiento. Si el PoP llega a la zona de promoción por tercera vez, se convierte en un rey mercenario: se mueve como guardia o castillo. El rey mercenario también puede asumir el papel (y movimiento) del rey original si está emparejado.
- Los zorros ascienden a guardias en el rango de pieza del oponente, o en el pasado.
- Caballos, si llegan a la esquina de la esquina del oponente, ascienden a pajes.
- Si a un jugador le quedan menos de 7 piezas (sin contar el rey, o reyes, y los peones), y puede llevar a su alfil a un cuadrado de esquina, la pieza puede ascender a castillo.
- Si un jugador tiene 7 piezas restantes, sin contar el rey [s] o los peones, (pero si cuenta el Mercenario, si está activo), y puede llevar a su General a un cuadrado de esquina, la pieza asciende a Guardia.
- Si quedan 7 piezas restantes, sin incluir el rey [s], y el duque llega a una esquina de la esquina, gana el movimiento del guardia.
- Si quedan 7 piezas, sin incluir el rey [s], y el caballero alcanza un cuadrado de esquina, gana la habilidad de moverse como guardia.
- Si se marca, una vez por juego, un rey puede intercambiar posiciones con cualquier pieza aliada en el tablero. Esto se aplica también al primer ministro si ha asumido el trono (¡por 2 posibles cambios por juego!) Los álfiles y los generales pueden cambiar de color cuando se intercambian; los peones pueden terminar en el primer rango (en cuyo caso se pueden mover el doble hasta alcanzar el rango más allá de su fila de inicio original), o el último (deben promover el siguiente movimiento disponible, que se define como cuando todos los Reyes [no solo el original] no son atacados. No son inmunes a la captura mientras esperan la promoción.)
- Si un rey (reinante) puede moverse hacia las esquinas opuestas, el juego está empatado, o, si el jugador lo elige, puede intercambiar su rey por el primer ministro y continuar el juego.

## Comentarios
En un correo electrónico de John Brown (autor del libro Meta Chess, que describe 150 piezas, y las desarrolla para nuevas variantes) a Eric Greenwood, John Brown hizo los siguientes comentarios sobre el ajedrez renacentista:
Mi viaje a Dallas duró más de lo previsto. Sin embargo, tuve la oportunidad de jugar Renniassance Chess varias veces y me pareció bastante interesante. El juego tiene muchas características en común con el ajedrez de Timur. Sin embargo, difiere en el grado de 'poder de tablero' en bruto disponible para cada jugador. De hecho, las piezas de Renniassance Chess tienen en conjunto tres veces más poder que la mayoría de los juegos que juego regularmente.
Esto no es necesariamente indeseable, solo fuerza una estrategia diferente. Con mi único compañero, descubrí que el ganador era más a menudo el jugador que podía organizar sus movimientos para que cada pieza estuviera protegida por una pieza menor, lo que hacía que las capturas no fueran rentables. De hecho, nos fascinó tanto esta nueva estrategia, que mi compañero se ha comprometido a explorar sus posibilidades diseñando otros juegos que favorezcan este estilo de juego.
En el lado negativo, diría que un juego de esta intensidad no es algo que uno pueda jugar para relajarse. Tiendo a jugar mejor (y disfrutarlo más) cuando fui promocionado y con alto contenido de cafeína. Pero oye, la vida debe tener sus pequeñas emociones! Tal vez debería agregar un descargo de responsabilidad a su sitio: No para los débiles de corazón :-)
En otro correo electrónico, escribió:
... Tenga en cuenta que el estilo de juego mío y del Sr. Havel es específico a la sinergia de nuestras personalidades. Con tanta potencia y movilidad en el tablero, nos resulta difícil mirar con precisión más de uno o dos movimientos por delante. Para compensar estas incógnitas, "aseguramos" nuestras piezas moviéndolas en un paso de bloqueo de cobertura mutua. Otros jugadores, más familiarizados con el juego (o con mayor "previsión") podrían emplear una estrategia diferente. Además, nuestros estilos pueden mutar muy bien a medida que nos acostumbramos más al juego.